# Distrikt Macari
Der Distrikt Macari, alternative Schreibweise Distrikt Macarí,  liegt in der Provinz Melgar in der Region Puno in Südost-Peru. Der Distrikt besitzt eine Fläche von 691 km². Beim Zensus 2017 wurden 7350 Einwohner gezählt. Im Jahr 1993 betrug die Einwohnerzahl 7065, im Jahr 2007 7971. Sitz der Distriktverwaltung ist die 3970 m hoch gelegene Kleinstadt Macari mit 2650 Einwohnern (Stand 2017). Macari befindet sich knapp 36 km westnordwestlich der Provinzhauptstadt Ayaviri.

## Geographische Lage
Der Distrikt Macari liegt im Andenhochland im Westen der Provinz Melgar. Das Areal wird nach Osten zum Río Pucará (auch Río Santa Rosa) hin entwässert.
Der Distrikt Macari grenzt im Südwesten an die Distrikte Pallpata und Alto Pichigua (beide in der Provinz Espinar), im Nordwesten an den Distrikt Layo (Provinz Canas), im Norden und im Nordosten an den Distrikt Santa Rosa, im Osten an den Distrikt Umachiri sowie im Süden an den Distrikt Cupi.

## Ortschaften
Im Distrikt gibt es neben dem Hauptort folgende größere Ortschaften:
- Casablanca
- Quishuara (724 Einwohner)
- Santa Cruz
- Yanacocha (266 Einwohner)